# Łęczyca (województwo lubelskie)
Łęczyca – wieś w Polsce położona w województwie lubelskim, w powiecie lubelskim, w gminie Bychawa.
W latach 1958–1972 w granicach Bychawy. 1 stycznia 1958 wieś Łęczyca stała się częścią Bychawy, w związku z przekształceniem gromady Bychawa (do której Łęczyca – jako składowa Grodzan – przynależała od 1954 roku) w miasto. 1 stycznia 1973 główna część Łęczycy (492 ha) wyłączono z Bychawy, tworząc w ten sposób obecną wieś Łęczyca. Początkowo wchodziła w skład sołectwa Leśniczówka, lecz 10 kwietnia 1984 wydzielono ją z Leśniczówki, tworząc w Łęczycy odrębne sołctwo.
W latach 1975–1998 miejscowość administracyjnie należała do ówczesnego województwa lubelskiego.
Wieś stanowi sołectwo gminy Bychawa. Według Narodowego Spisu Powszechnego z roku 2011 wieś liczyła 84 mieszkańców.